# 狒狒 (妖怪)
狒狒（日语：狒々／狒狒／比々，平假名：日语：，羅馬字：Hihi）為日本妖怪，日本江戶時代百科全書《和漢三才圖會》載狒狒在中國西南部棲息。
狒狒的日語發音「ひひ」源於其笑聲（近漢語「嘻嘻」）。1683年越後國（今日本新潟縣）、1714年伊豆國分別捕獲狒狒，前者高4尺8寸、後者高7尺8寸。
明朝醫書《本草綱目》的獸之四也有提及有關狒狒的記載，根據《本草綱目》，中國狒狒古稱梟羊、野人、人熊等。其中「人熊」一名在今臺灣閩南語猶使用，讀作lâng-hîm。